# 刘庆奎
刘庆奎（1932年—1993年），男，奉天蓋平县（今辽宁盖州市）人，中华人民共和国政治人物，曾任辽宁省政协副主席，第七、八届全国政协委员。